# انریکا
انریکا (به ایتالیایی: Ornica) یک کومونه در ایتالیا است که در استان برگامو واقع شده‌است. انریکا ۱۴٫۳ کیلومتر مربع مساحت و ۲۰۱ نفر جمعیت دارد و ۹۲۲ متر بالاتر از سطح دریا واقع شده‌است.